# 萨维
萨维（法語：Savy，法語發音：[savi]）是法国上法蘭西大區埃纳省的一个市镇，属于圣康坦区。

## 地理
萨维（49°49'49"N, 3°11'34"E）面积7.49 平方千米，位于法国上法蘭西大區埃纳省，该省份为法国北部内陆省份，北起北部省，西接索姆省和瓦兹省，东临阿登省和马恩省，西南至塞纳-马恩省，东北部与比利时接壤。
与萨维接壤的市镇（或旧市镇、城区）包括：阿蒂伊、达隆、埃特雷耶、方丹莱克莱尔、弗朗西伊瑟朗西、奥尔农、鲁皮。

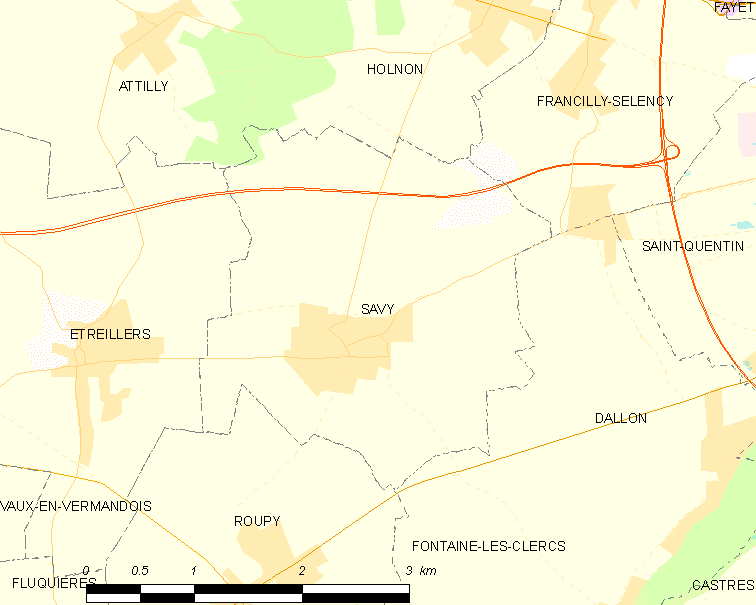
萨维的OSM定位图

萨维的时区为UTC+01:00、UTC+02:00（夏令时）。

## 行政
萨维的邮政编码为02590，INSEE市镇编码为02702。

## 政治
萨维所属的省级选区为圣康坦第一县。

## 人口

1962-2008年间萨维人口变化图示

萨维于2022年1月1日时的人口数量为612人。